# ラモン・バランゲー2世
ラモン・バランゲー2世（カタルーニャ語：Ramon Berenguer II, 1053/4年 - 1082年12月6日）は、バルセロナ伯（在位：1076年 - 1082年）。麻くず毛伯（Cap d'Estopes）とよばれる。

## 生涯
バルセロナ伯ラモン・バランゲー1世とアルモディス・ド・ラ・マルシュの息子である。『サン・フアン・デ・ラ・ペーニャの年代記』には、ラモン・バランゲーのことを「…勇敢で大胆、親切、快活、敬虔、陽気、寛大、そして魅力的な風貌」と記している。頭頂の髪が非常に太かったことと髪の色から、Cap d'Estopes（麻くず毛伯）というあだ名がついた。
1076年に、双子の弟バランゲー・ラモン2世とともに父の跡を継いだ。しかし、双子は意見が合わず、亡くなった父の意向に反して、領地を2人で分割した。そして1082年にラモン・バランゲーは狩りの最中に森の中で殺害された。世論はカタルーニャの唯一の支配者となったバランゲー・ラモンがこの殺人を画策したと考えた。後にラモン・バランゲーの息子ラモン・バランゲー3世が、バランゲー・ラモン2世”兄弟殺し伯”（el Fratricida）の跡を継いだ。

## 結婚と子女
ラモン・バランゲー2世は、プーリア・カラブリア公ロベルト・イル・グイスカルドと	シケルガイタ・ディ・サレルノの娘マファルダ（マティルデ、1059年頃 - 1111/2年）と結婚した。ラモン・バランゲーが暗殺された後、マファルダはナルボンヌ子爵エメリー1世と再婚した。ラモン・バランゲーとマファルダとの間には1男が生まれた。
- ラモン・バランゲー3世（1082年 - 1131年） - バルセロナ伯、プロヴァンス伯